# Itō Mancio
Itō Sukemasu Mancio (伊東 祐益 マンショ?, Itō Sukemasu Mansho; Tonokōri, 1569 – Nagasaki, 1612) è stato un gesuita giapponese, noto per essere stato a capo della prima missione diplomatica giapponese inviata in Europa.

## Biografia
L'idea di inviare un'ambasciata giapponese in Europa fu concepita originariamente dal gesuita Alessandro Valignano e patrocinata dai daimyō cristiani Ōtomo Sōrin, Ōmura Sumitada e Arima Harunobu. Itō Sukemasu fu posto a capo del gruppo da Ōtomo, daimyō della provincia di Bungo del Kyūshū e parente stretto del padre di Sukemasu, Itō Sukeharu (伊東祐青).
Il 20 febbraio 1582 Itō, che nel 1580 era stato battezzato con il nome di Mancio, lasciò quindi Nagasaki in compagnia di altri tre nobili: Michele Chijiwa, Giuliano Nakaura e Martino Hara. Furono accompagnati da due servi e dal loro tutore e interprete Diego de Mesquita, oltre che dallo stesso Valignano, il quale li scortò fino a Goa in India prima di assumere un nuovo incarico. Sulla strada per Lisbona trascorsero nove mesi tra Macao, Kochi e Goa. Da Lisbona partirono alla volta di Roma, meta principale del viaggio. A Roma Mancio fu nominato cittadino onorario e fregiato del titolo di Cavaliere dello Speron d'oro.
Durante il viaggio di ritorno da Roma si diressero verso Venezia e lungo la strada sostarono per un giorno a Imola (18 Giugno 1585). In loro onore e a testimonianza dell'avvenimento venne redatto un manoscritto, tuttora conservato nell'archivio storico comunale della città..
Gli ambasciatori fecero ritorno in Giappone il 21 luglio 1590. Durante il soggiorno in Europa il gruppo incontrò re Filippo II di Spagna, il Granduca di Toscana Francesco I de' Medici, papa Gregorio XIII e il successore di questi, Sisto V.
Entrato nell'ordine dei preti gesuiti nel 1608, Mancio morì a causa di una malattia a Nagasaki nel 1612, all'età di 43 anni.

## Ritratto
Un ritratto raffigurante Itō Mancio fu riportato alla luce nel 2008 e affidato alle cure di esperti che ne identificarono l'autenticità e ne attribuirono la realizzazione a Domenico Tintoretto. Il quadro, un olio su tela di 53 centimetri d'altezza per 43 centimetri di larghezza, raffigurava un giovane dai tratti orientali vestito alla moda spagnola del tardo Cinquecento, con abito bruno, cappello nero e gorgiera bianca. Sul retro dell'opera vi era incisa la scritta «D. MANSIO NIPOTE DEL RE DI FIGENGA AMB[asciator]E DEL RE FRA[nces]CO BVGNOCINGVA A SUA SAN[tit]A. MCXXCV. DGH 393».
Il quadro fu commissionato dal Senato di Venezia a Jacopo Tintoretto  nel 1585 in occasione del passaggio in città degli ambasciatori. In realtà il ritratto fu realizzato dal figlio Domenico, rimanendo in giacenza nella bottega tintorettesca fino a che il collezionista spagnolo Gaspar Méndez de Haro, marchese del Carpio, non acquistò l’intera raccolta dei due artisti. A causa dei debiti, tuttavia, egli fu costretto a cedere tutto il suo patrimonio e l'opera finì nelle mani del banchiere fiorentino Giovanni Francesco del Rosso che a sua volta lo cedette alla famiglia Rinuccini di Firenze. Nel 1831 Marianna Rinuccini sposò Giorgio Teodoro Trivulzio portando in dote nella collezione Trivulzio di Milano anche il ritratto di Itō Mancio.
Il quadro fu restaurato nel 2009 ed esposto a Tokyo, a Nagasaki e a Miyazaki (luogo di origine di Mancio) in occasione delle celebrazioni del 150º anniversario dell'inizio delle relazioni diplomatiche tra Italia e Giappone nel 2016.